# Кеппель, Огастес, 1-й виконт Кеппель
Огастес Кеппель, 1-й виконт Кеппель (25 апреля 1725, Лондон, Великобритания — 2 октября 1786) — британский адмирал, член Тайного совета, впоследствии первый лорд Адмиралтейства.

## Происхождение и первые годы
Отпрыск старинной семьи вигов. Второй сын Виллема ван Кеппеля, 2-го графа Альбемарла, и Анны ван Кеппель, дочери 1-го герцога Ричмонда (в свою очередь, бастарда Карла II).
На флотской службе с десяти лет. Прослужив 5 лет, в 1740 году, был назначен на HMS Centurion и попал в кругосветную экспедицию Ансона. С 1742 года исполняющий обязанности лейтенанта (англ. Acting Lieutenant). В этой экспедиции он с трудом избежал гибели при захвате Паиты (1741), и потерял почти все зубы от свирепствовавшей цинги.
По возвращении из экспедиции в 1744 году произведен в коммандеры, затем в капитаны. Активно участвовал в Войне за австрийское наследство.
Погнавшись в 1747 году за французским кораблем, посадил вверенный ему HMS Maidstone (50) на камни у острова Бель-Иль. Последующее разбирательство сняло с него вину за потерю корабля.
В 1749 году через лорда Эджкомба познакомился с Джошуа Рейнольдсом. В 1749−1751 годах командовал HMS Centurion в экспедиции по «умиротворению» алжирского дея. Рейнольдс сопровождал его до Минорки и написал с него и других офицеров портреты.

## Семилетняя война
Во время войны был непрерывно на службе. Командовал Североамериканской станцией в 1755 году, у берегов Франции в 1756 году, был отряжен в экспедицию для захвата Гореи в 1758 году, а в 1759 году его HMS Torbay первым вступил в бой при Кибероне.
В 1757 году входил в состав военно-полевого суда над адмиралом Бингом, высказался в пользу его помилования, вразрез с решением трибунала. В марте 1761 года переведён на HMS Valiant и поставлен во главе эскадры (17 линейных кораблей и 10.000 сухопутных войск), посланной для оккупации острова Бель-Иль, что и выполнил к июлю во многом благодаря тому, что одновременно англичане блокировали французский флот в Бресте и потому фактически господствовали на море.
В 1762 году был заместителем сэра Джорджа Покока в экспедиции в Гавану. Полученные в результате £25 000 призовых денег помогли ему отделить своё имя от имени промотавшегося отца. Но здоровье пострадало от занесённой на эскадру лихорадки.
Произведён в контр-адмиралы в октябре 1762 года. Служил членом Адмиралтейского комитета с июля 1765 по ноябрь 1766 года. 24 октября 1770 года повышен до вице-адмирала.
Во время Фолклендского инцидента 1770 года был назначен возглавить собранную по поводу него эскадру, но, благодаря мирному решению, экспедиция была отменена, Кеппель так и не поднял свой флаг.

## Американская Революционная война

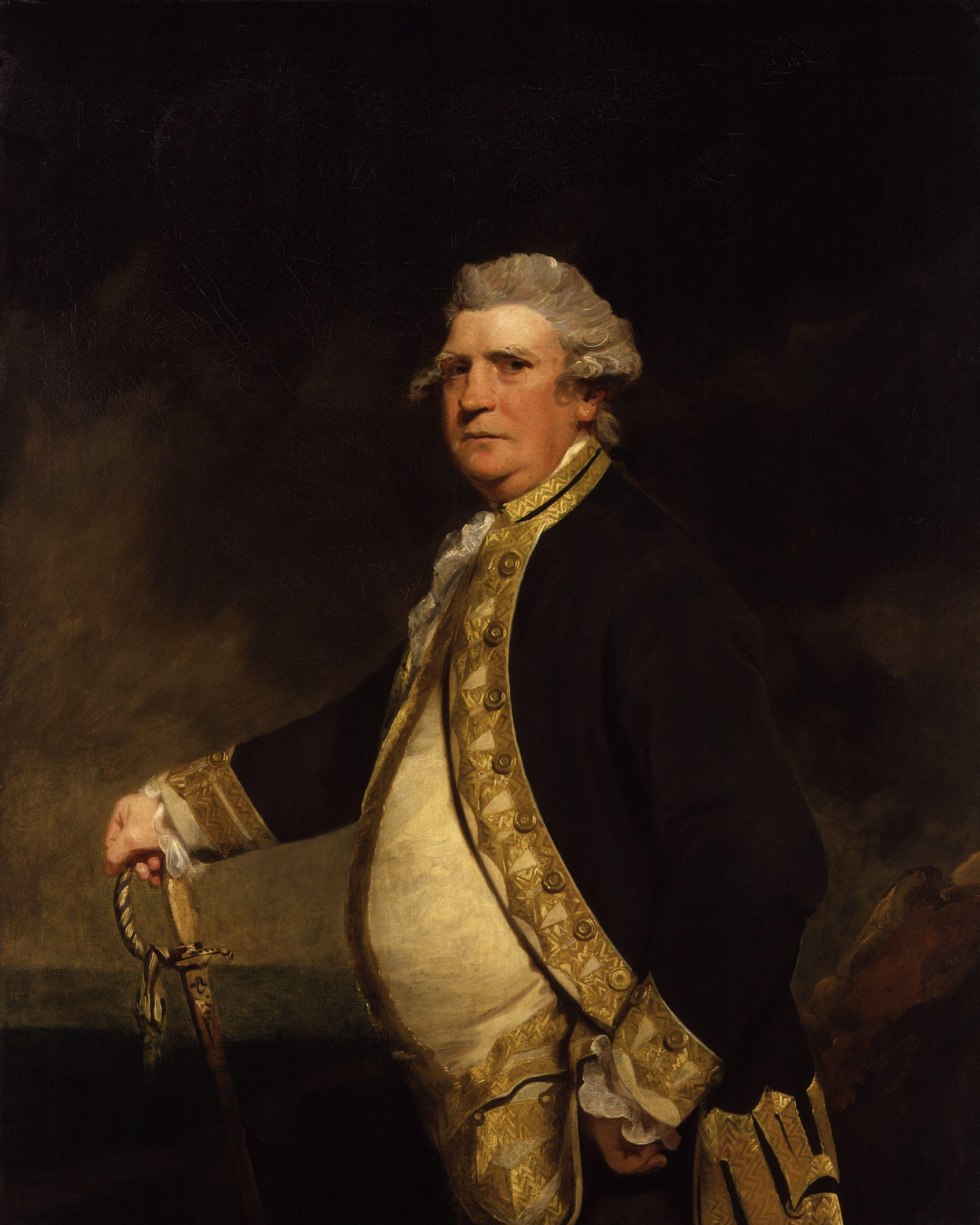
Портрет Кеппела кисти Джошуа Рейнольдса, 1779

По политическим пристрастиям и семейным связям Кеппель был твердым приверженцем вигов — партией, отстраненной в тот период от власти. Как член Парламента, он с 1761 по 1780 годы имел мандат от Виндзора, позже от Сюррея. Поэтому, когда он в 1778 году получил Западную эскадру, предназначенную для войны в Америке, он пошел в море в уверенности, что правительство, и особенно Первый лорд Адмиралтейства Сэндвич, желают ему поражения.
Что еще хуже, одним из его подчиненных оказался сэр Хью Паллисер, член Адмиралтейского комитета, член Парламента и, по мнению многих включая Кеппеля, человек ответственный за плохое состояние флота. И когда бой у острова Уэссан не принес решительной победы, главным образом из-за шаблонных действий самого Кеппеля, но частью из-за нерасторопности Паллисера в исполнении приказа, Кеппель счел это за предательство.
Хотя он публично восхвалял Паллисера в донесении, втайне он начал нападки на него через прессу, с помощью друзей-вигов. На что правительственная пресса отвечала тем же; обе стороны обвиняли друг друга в преднамеренной измене. В результате последовали скандальные сцены в Парламенте и ряд разбирательств. Первым в 1778 году предстал перед трибуналом и был оправдан Кеппель. Одним из свидетелей, выступивших в его пользу, был капитан HMS Robust Александр Худ, будущий лорд Бридпорт. Затем судили и оправдали Паллисера. В марте 1779 года Кеппелю было приказано спустить адмиральский флаг.

## Политические посты
До падения министерства лорда Норта был членом Парламента от оппозиции. В 1755−1761 годах имел мандат от Чичестера, с 1761 по 1780 годах от Виндзора, с 1780 по 1782 годы от Сюррея.
С уходом Норта стал Первым лордом Адмиралтейства, позже был пожалован титулами виконт Кеппель и барон Элден, введен в состав Тайного совета. Его официальная карьера ничем особенным не отмечена, а в 1783 году он порвал с политическими сторонниками, подав в отставку в знак протеста против Парижского мира. Еще больше дискредитировал себя, войдя в коалиционное министерство Норта и Фокса. С его падением сошел с политической сцены.

## Память
В 1778 году маркизом Рокингемом была заказана 115-футовая колонна, в честь оправдания Кеппеля трибуналом. Она установлена в Ротерхеме, южный Йоркшир. Из-за плачевного состояния и недостатка ремонта закрыта для публики.
В его честь также названы:
- Три острова (в Австралии, Океании, Фолклендском архипелаге)
- Бухта в Австралии
- Два корабля Королевского флота:
  - HMS Keppel (D84)[3] — лидер типа Thornycroft (1920)
  - HMS Keppel (F85) — фрегат типа Blackwood (1954)